# Кршка вас (Брежице)
Кршка вас је насеље у општини Брежице у источној Словенији. Налази се у покрајини Долењској и припада Доњопосавској статистичкој регији. Према попису становништва из 2002. године Кршка вас је имала 496 становника.

## Демографија
| Етнички састав према попису из 1991.‍ | Етнички састав према попису из 1991.‍ | Етнички састав према попису из 1991.‍ | Етнички састав према попису из 1991.‍ | Етнички састав према попису из 1991.‍ |
| ------------------------------------ | ------------------------------------ | ------------------------------------ | ------------------------------------ | ------------------------------------ |
|                                      |                                      |                                      |                                      |                                      |
| Словенци                             | Словенци                             |                                      | 490                                  | 94,59%                               |
| Хрвати                               | Хрвати                               |                                      | 9                                    | 1,74%                                |
| Југословени                          | Југословени                          |                                      | 2                                    | 0,39%                                |
| Македонци                            | Македонци                            |                                      | 1                                    | 0,19%                                |
| Албанци                              | Албанци                              |                                      | 1                                    | 0,19%                                |
| Црногорци                            | Црногорци                            |                                      | 1                                    | 0,19%                                |
| Срби                                 | Срби                                 |                                      | 1                                    | 0,19%                                |
| непознато                            | непознато                            |                                      | 13                                   | 2,51%                                |